# هارتموت فلوکنر
هارتموت فلوکنر (به انگلیسی: Hartmut Flöckner) (زادهٔ ۲۷ ژوئن ۱۹۵۳) شناگر اهل آلمان است.